# 八多町 (神戸市)
八多町（はたちょう）は、兵庫県神戸市北区の町名。
人口は2020年（令和２年）の国勢調査で3067人。世帯数は1309世帯。
中・下小名田・上小名田・吉尾・柳谷・附物・深谷・屏風・西畑の９集落からなり、中地区と下小名田地区の一部は市街化区域、その他の地域は市街化調整区域となっている。

## 地理

### 位置
神戸市北区の北部地域のほぼ中央に位置し、その南部地域は丹生山地・古倉山・ナダレ尾山・梶岡山・大蔵山（地元では黒甲山と呼ぶ）・金毘羅山等の海抜500メートル前後の山々が連なり、北部地域はそれらの山地が次第に低くなっていく比較的なだらかな丘陵・台地が北方向に続く北摂台地とも呼ばれる地域の一部となっている。
八多町内の主流となる附物川は、南部山岳地域の大蔵山東麓付近を水源として北東に流れ、梶岡山北麓付近を水源とする西皿池川と合流して八多川となり、下流で吉尾川（柳谷川・平井川を合流）と、さらに八坂川（北八坂川・玉泉川を合流）とを合わせ、道場町で有野川、有馬川に合流し、さらに武庫川本流に合流している。
一方、南部山岳地域の古倉山東麓を水源とする屏風川と、金毘羅山西麓付近を水源とする鳴川は、ともに北西に流れ、淡河町で合流して、淡河川・志染川・美嚢川となり加古川に合流する。また、深谷川を水源とする深谷川は、西畑地区を北西に流れ西畑川となって、淡河町神田地区との境界に沿って北流、大沢町に至り美嚢川に合流している。

### 境界
南側の境界は、海抜500メートル前後の山地で、山田町（上谷上、下谷上、与左衛門新田（兵庫カントリークラブ））に接し、東側は有野町（二郎・有野・唐戸地区）、藤原台地区（藤原台南町他）及び北神星和台地区（京地・西山・菖蒲が丘）並びに北神戸田園スポーツ公園に接している。西側は、淡河町（野瀬・神田地区）及び大沢町（神付・上大沢地区）並びに道の駅神戸フルーツ・フラワーパーク大沢、北六甲カントリー倶楽部に接しており、北側は比較的平坦地・台地となっていて、道場町（日下部地区）及び長尾町（宅原地区）並びに神戸国際カントリー倶楽部北神戸ゴルフ場に接するとともに鹿の子台南町住宅地に連なっている。

### 面積
昭和８年当時の面積は24.06㎢とされ、昭和26年神戸市との合併当初は24.1㎢として取り扱われ、平成年間になって、22.58㎢に減じている。この減少分は、住宅地造成によって藤原台・京地・西山・菖蒲が丘・鹿の子台等の新しい町が成立し、八多町から分離されたことによる。現在の面積から見ると、北区の約10％を占め、兵庫区の約1.5倍、長田区の約２倍にあたる。